# Tomas Johansson (politiker)
Tomas Johansson, född 1952 eller 1953, är en svensk brevbärare, politiker och före detta partiledare i Nationaldemokraterna.

## Biografi
Johansson inledde sin bana i Demokratisk Allians under tidigt 1970-tal. Under 1980-talet var Tomas Johansson aktiv i Östeuropeiska Solidaritetskommittén (ÖSK) som verkade för en demokratisering av Östblocket, där han satt i styrelsen. Senare blev Johansson ansvarig för närradion i Sverigedemokraterna.
År 2001 engagerade sig Johansson i det då nystartade Nationaldemokraterna. Han valdes till partiledare den 3 oktober 2004, där han efterträdde Anders Steen som avgått efter en intern maktkamp. Johansson avgick på ett extra riksårsmöte 9 december 2005, då Nils-Eric Hennix valdes till ny partiledare.
Han har även varit medlem i Folkpartiets ungdomsförbund (FPU). 
Tomas Johansson räknas som en av den nationella rörelsens främsta ideologer. Han var påverkad av Tage Lindbom, och ordförande i kulturföreningen Idavallen som sände närradioprogrammet Ragnarök. Ragnarök sände program om Eisenhowers krigsläger, Martin Luther King, senator McCarthy med flera, och hade en icke-traditionell syn på ämnena.